# Попська (Великотирновська область)
По́пська (болг. Попска) — село у Великотирновській області Болгарії. Входить до складу общини Єлена.

## Населення
За даними перепису населення 2011 року у селі проживали 18 осіб.
Національний склад населення села:
| Національність   | Кількість осіб | Відсоток |
| ---------------- | -------------- | -------- |
| турки            | 15             | 83,3%    |
| болгари          | 3              | 16,7%    |
| цигани           | 0              | 0%       |
| інша             | 0              | 0%       |
| не визначились   | 0              | 0%       |
| Всього відповіли | 18             |          |

Розподіл населення за віком у 2011 році:
Динаміка населення: